# 투르크멘인
투르크멘인 또는 튀르크멘인(투르크멘어: Türkmenler 튀르크멘레르[tyɾkmenˈleɾ])은 주로 투르크메니스탄과 인접한 이란 북동부 및 아프가니스탄 북서부에 거주하는 튀르크계 민족이다. 이외에도 우즈베키스탄, 카자흐스탄, 러시아(북캅카스의 스타브로폴 변경주 등)에도 상당한 규모의 투르크멘인이 거주한다. 중세의 오구즈 튀르크족에서 유래하였다.

## 명칭
민족 명칭인 '투르크멘' 또는 '튀르크멘'(Turkmen)은 역사적으로 근동과 중동에서 단순히 튀르크족을 지칭하는 넓은 의미의 표현으로 쓰여 온 말로, 현재도 '투크르멘'이라 하면 투르크메니스탄의 이 투르크멘인만을 지칭하는 경우도 있고 중동의 이라크 투르크멘, 시리아 투르크멘 등까지 넓게 포함하는 말로 쓰이는 경우도 있다.

## 인구
총 인구는 약 7~800만 명으로 추산되며 그 중 약 470만 명의 튀르크멘인이 투르크메니스탄에 거주하여 이 나라의 다수 민족을 구성한다. 이외에 인접한 이란에 약 170만 명, 아프가니스탄에 약 120만 명이 거주하고, 튀르키예, 우즈베키스탄, 러시아, 중국에도 최소 수만 명 이상의 투르크멘인 인구가 있다.

## 언어
튀르크어족의 투르크멘어를 사용하며, 특히 튀르키예어, 아제르바이잔어와 함께 오구즈어파에 속한다.

## 종교
주로 이슬람교를 믿고 있고, 거의 대부분은 수니파이다. 그러나 중동 지역보단 교리에 엄격하지 않다.